# Manyemen
Manyemen est une localité du Cameroun située dans le département du Koupé-Manengouba et la Région du Sud-Ouest. Elle fait partie de la commune de Nguti.

## Localisation
Manyemen est localisé à 5° 12' 46 N et 9° 23' 56 E, à environ 120 km de distance de Buéa, le chef-lieu de la Région du Sud-Ouest, et à 279 km de Yaoundé, la capitale du Cameroun. 

## Population
Lors du recensement de 2005, 1 853 habitants dont 956 hommes et 897 femmes y ont été dénombrés. 

## Infrastructures
Il y a 1 hôpital, 1 école secondaire GSS Manyemen créée en 2007, 2 écoles primaires et 1 marché,, /NgutiCFsensitisationandboundaryidentificationreportteamB.pdf